# Swamithope Pathi

Symbol ruchu Ayyavazhi

Swamithope Pathi (tamil. சுவாமிதோப்பு பதி, Swamithoppu-pathi) – religijna siedziba tamilskiej tradycji ayyavazhi. Według wierzeń wyznawców, miało tu miejsce wydarzenie religijne określane jako Wielki Tapas Vaikundara. Swamithope Pathi to również miejsce narodzin starożytnego mędrca indyjskiego Wedawjasy, któremu tradycja przypisuje autorstwo Mahabharaty oraz Puran. Jeden z dwóch głównych tekstów należących do kanonu ayyavazhi, Akilam, opisuje Swamithope jako miejsce spalenia demonów przez Vaikundara oraz innych, licznie dokonywanych przezeń cudów.